# Хутченко Степан Григорович
Степан Григорович Хутченко (нар. 1937 — ?) — радянський діяч, секретар Вінницького обласного комітету КПУ, 1-й секретар Гайсинського райкому КПУ Вінницької області.

## Біографія
Освіта вища. Член КПРС.
З 1970-х років до жовтня 1985 року — 1-й секретар Гайсинського районного комітету КПУ Вінницької області.
21 вересня 1985 — травень 1990 року — секретар Вінницького обласного комітету КПУ.
Подальша доля невідома.

## Нагороди та відзнаки
- орден Трудового Червоного Прапора
- медалі